# Veslanje na OI 1936.
Veslanje na Olimpijskim igrama u Berlinu 1936. godine uključivalo je natjecanja u 7 disciplina, i to samo u muškoj konkurenciji. 

## Osvajači medalja

### Muški
| Disciplina             | Zlato                                                          | Srebro                                                                                          | Bronca                                                                              |
| Samac                  | Njemačka G. Schafer                                            | Austrija J. Hasenöhrl                                                                           | SAD D. Barrow                                                                       |
| Dvojac na pariće       | Velika Britanija J. Beresford L- Southwood                     | Njemačka E. Parsner A. Larsen                                                                   | Poljska W. Jones J.A. Rodriguez                                                     |
| Dvojac bez kormilara   | Njemačka W. Eichhorn H. Strauss                                | Danska H. Olsen R. Larsen                                                                       | Argentina J. Podestá H. Curatella                                                   |
| Dvojac s kormilarom    | Njemačka G. Gustmann H. Adamski D. Arend (korm)                | Italija A. Bergamo G. Santin L. Negrini (korm)                                                  | Francuska M. Fourcade G. Tapie N. Vandernotte (korm)                                |
| Četverac bez kormilara | Njemačka Eckstein Karl Rom Menne                               | Velika Britanija Bristow Barret Jackson Sturrock                                                | Švicarska Betschart Homberger, H Homberger, A. Schmid                               |
| Četverac s kormilarom  | Njemačka Maier Volle Gaber Söllner Bauer (korm)                | Švicarska Betscharr Homberger, H. Homberger, A. Schmid Spring (korm)                            | Francuska Chauvigné Cosmat Vandernotte, M. Vandernotte, F. Vandernotte, N. (korm)   |
| Osmerac                | SAD Morris Day Adam White McMillin Hunt Rantz Hume Moch (korm) | Italija Del Bimbo Barsotti Grossi Bartolini Checcacci Secchi Quaglierini Garzelli Milani (korm) | Njemačka Rieck Radach Kuschke Kaufmann Völs Loeckle Hannemann Schmidt Mahlow (korm) |